# كيرن برينان
كيرن برينان (بالإنجليزية: Kieran Brennan)‏ هو لاعب قذف أيرلندي، ولد في 20 يونيو 1957.